# Otto Albrecht (Theologe)
Otto Wilhelm Ferdinand Albrecht (* 2. Dezember 1855 in Angermünde; † 3. Mai 1939 in Bethel bei Bielefeld) war ein deutscher evangelischer Pfarrer und Theologe. Er ist vor allem durch seine Beiträge zur Lutherforschung bekannt.

## Leben
Albrecht war der Sohn des Superintendenten und Kreisschulinspektors in Angermünde. Er studierte nach dem Abitur auf dem Gymnasium Potsdam ab 1873 Philosophie und Evangelische Theologie an der Universität Halle. Daran schloss sich eine praktische Ausbildung am Predigerseminar Wittenberg an. 1880 wurde er in Wittenberg ordiniert und trat 1881 seine erste Pfarrstelle in Stödten an. 1884 wechselte er nach Dachwig, 1892 an die Marien-Magdalenen-Kirche in Naumburg (Saale). 1907/08 vertrat er kommissarisch die Superintendentur.
Neben seinem Pfarramt arbeitete Albrecht auch als Kirchenhistoriker. Seit 1892 gehörte er der Kommission zur Herausgabe der Weimarer Lutherausgabe an. Hier war er unter anderem für die Edition von Luthers Großem und Kleinem Katechismus verantwortlich, die 1910 als Bd. 30 erschien. Auch an der Bearbeitung der Bibelübersetzung wirkte er mit. Seine Monographie über die Katechismen galt lange als Standardwerk. Nach dem Tod von Gustav Kawerau betreute er die Registerbände der von Ludwig Enders begonnenen und von Kawerau fortgeführten Ausgabe der Briefe Luthers.
1922 wurde er von der Universität Halle zum Honorarprofessor ernannt.

## Schriften (Auswahl)
- Die evangelische Gemeinde Miltenberg und ihr erster Prediger. Ein Zeitbild aus dem 16. Jahrhundert. Verein für Reformationsgeschichte, Halle a. S. 1896.
- Zur Bibliographie und Textkritik des Kleinen Lutherschen Katechismus. In: Archiv für Reformationsgeschichte 1, 1903/04, S. 247–278; 2, 1904/05, S. 209–249; 3, 1905/1906, S. 209–291.
- Das Luthersche Handexemplar des deutschen Neuen Testaments (gedruckt in Wittenberg, Lufft 1540), eine Grundlage der berichtigten Texte in den Bibelausgaben von 1541 und 1546. In: Theologische Studien und Kritiken 87 (1914), S. 153–208.
- Luthers Katechismen (= Schriften des Vereins für Reformationsgeschichte 121/122). Haupt, Leipzig 1915.
- Zur Vorgeschichte der Weimarer Lutherausgabe. In: Lutherschriften zur Vierhundertjahrfeier des Reformators, veröffentlicht von den Mitarbeitern der Weimarer Lutherausgabe. Weimar 1917, S. 29–65.
- Kritische Bemerkungen zur neuesten Lutherbibelforschung. Klotz, 1930.